# Dikti
De Dikti (Oudgrieks: Δίκτη, in het Nieuwgrieks als "Dhikti" uitgesproken) is een berg op het Griekse eiland Kreta, deel uitmakend van het Diktigebergte. De berg ligt op de grens van de departementen Iraklion en Lassithi, ongeveer veertig kilometer van de stad Iraklion. De Dikti is 2148 meter hoog.
De Dikti bevindt zich aan de rand van de Lassithihoogvlakte. Op de berg bevindt zich de Diktigrot, die in de Griekse mythologie genoemd wordt als mogelijke geboorteplaats van Zeus.
De berg wordt vermeld in Vergilius' Aeneïs, boek IV op vers 73.